# Фухэн
Фуча Фухэн (китайский: 傅恒; пиньинь: Fùhéng; Маньчжурский: ᡶᡠᡥᡝᠩ; (1720—1770) —чиновник Великой Цин из маньчжурского клана Фуча, окаймлённого Жёлтым Знаменем. Младший брат императрицы Сяосяньчунь. Занимал пост министра при дворе своего шурина, императора Цяньлуна с 1750 года до своей смерти в 1770 году. Он наиболее известен тем, что возглавил цинские войска во время четвёртого и последнего вторжения в Бирму во время китайско-бирманской войны (1765—1769).
До того как Фухэн был назначен главнокомандующим в китайско-бирманской войне, он был одним из приближённых, главным советником Цяньлуна. Фухэн был одним из немногих высокопоставленных чиновников, полностью поддержавших решение Цяньлуна уничтожить джунгар в 1750 годах, когда большинство при дворе считало войну слишком рискованной. Его племянник Мингруй был зятем императора и возглавлял китайско-бирманскую войну 1767—1768 годов. Его сын Фуканъань был старшим генералом цинской армии.
Фухэн потерпел поражение в китайско-бирманской войне. В декабре 1769 года он подписал примирение с бирманцами, решение которое не поддержал император. Вернувшись в Пекин, он умер от малярии, которой заразился во время трёхмесячного вторжения в Бирму.

## Семья
Жёны и наложницы:
• Главная супруга, из рода Ехэнара
• Наложница из рода Ли
• Наложница из рода Суньцзя
Дети:
Сыновья:
1. Фулунъань (1746—1784) женился на 4-й дочери Цяньлуна
2. Фуканъань (1753—1796) от главной супруги Ехэнара
3. Фучанъань (1760—1784) от наложницы Ли
4. Фулинъань
Дочери:
1. ??? (?—1813) вышла замуж за 11-го принца Юнсина, родила двух сыновей и двух дочерей
2. ??? (?—?) вышла замуж за принца Чунъина, родила двоих сыновей